# Europese Spelen
De Europese Spelen is een terugkerend multisportevenement dat om de vier jaar georganiseerd wordt. Het wordt georganiseerd door de Europese Olympische Comités. Het wordt telkens gehouden in het jaar voorafgaand aan de eerstvolgende Olympische Zomerspelen.

## Geschiedenis
De eerste editie werd in 2015 gehouden in Bakoe, de hoofdstad van Azerbeidzjan. In april 2015 werd bekend dat het Nederlands Olympisch Comité zich kandidaat stelde om de tweede editie in 2019 te organiseren en op 16 mei 2015 werd Nederland officieel benoemd tot organisator van het evenement in 2019. Echter, Nederland maakte op 10 juni 2015 bekend de organisatie niet langer op zich te willen nemen omdat de overheden geen bijdrage wilden leveren aan de organisatie van de Spelen.
Vervolgens wierp Rusland zich op als kandidaat om de Europese Spelen 2019 te organiseren, met als mogelijke gaststeden Kazan en Sotsji. Echter, vanwege een aanhoudend dopingschandaal in Russische sportmilieus werd het niet opportuun gevonden om de Spelen aan Rusland toe te kennen. Hierop werd in oktober 2016 beslist om de organisatie toe te kennen aan de Wit-Russische hoofdstad Minsk.
Voor de derde editie van de Europese Spelen stelde enkel het Poolse Krakau zich kandidaat. In juni 2019 werd de stad unaniem gekozen.

## Lijst van Europese Spelen
| Jaar | Editie | Gaststad | Land         |
| ---- | ------ | -------- | ------------ |
| 2015 | I      | Bakoe    | Azerbeidzjan |
| 2019 | II     | Minsk    | Wit-Rusland  |
| 2023 | III    | Krakau   | Polen        |
| 2027 | IV     | Istanbul | Turkije      |

## Sporten
Lange tijd waren er onderhandelingen over welke sporten er tijdens de eerste editie op het programma zouden komen te staan. De bedoeling was om grotendeels dezelfde sporten te kiezen als op de Olympische Spelen met ruimte voor twee niet-olympische sporten. De EOC zagen graag de grote olympische sporten atletiek en zwemmen op het programma, maar de atletiekbond European Athletic Association en zwembond Ligue Européenne de Natation waren in eerste instantie tegen. Een compromis werd bereikt en een compleet atletiektoernooi werd vervangen door een deel van de European Team Championships dat als één medaille-evenement telde. Voor het zwemmen gold dat het in Bakoe een jeugdtoernooi was. Verder werden basketbal en voetbal vervangen door een kleinere variant (3-tegen-3-basketbal en strandvoetbal) en de olympische sporten baanwielrennen, gewichtheffen, golf, handbal, hockey, moderne vijfkamp, paardensport, roeien, rugby sevens, tennis en zeilen stonden niet op het programma in Bakoe. Wel waren er vijf niet-olympische onderdelen, namelijk twee extra gymnastische onderdelen (aerobics en acrogym) en extra vechtsporten (karate en sambo).
Op de tweede editie van de Europese Spelen stonden er slechts vijftien sporten op het programma, vijf minder dan in Bakoe. Alle zwemonderdelen werden geschrapt, evenals schermen, taekwondo, triatlon en volleybal. Ook BMX en mountainbiken werden van het programma gehaald.